# Bodil Udsen
Bodil Birgitte Udsen (født 12. januar 1925 i København, død 26. februar 2008 i København) var en dansk skuespillerinde, som medvirkede i et hav af film. En af hendes mest kendte roller er værtinden Emma i værtshuset "Rottehullet" i tv-serien Huset på Christianshavn.

## Biografi
Bodil Udsen, der var student fra Rysensteen Gymnasium (1944), fik aldrig nogen egentlig teateruddannelse. Allerede på Rysensteen Gymnasium gjorde hun, som det passede hende, og hun pjækkede en del for at kunne gå på Det Kongelige Bibliotek[kilde mangler]. Efter gymnasietiden blev hun som kun 19-årig optaget på Det Kongelige Teaters Elevskole , men blev smidt ud efter et år uden nogen egentlig grund. Hun var beskæftiget inden for kontorfaget en tid, og i slutningen af 1940'erne medvirkede hun i Studenterrevyen. I 1950 kom hun til ABC Teatret, hvor hun fik en del revyroller. Siden gik det slag i slag, og hun modtog bl.a. en Robert for hovedrollen i Min Farmors Hus. Udsen var gift tre gange. Først med Kaj Marius Bruun, senere 10 år med Ole Holger Krøyer og sidst med Jens Therkildsen, der døde i 1999. Hun var Kommandør af Dannebrogordenen.
Bodil Udsen døde den 26. februar 2008. Hun ligger begravet i en fællesgrav på Bispebjerg Kirkegård i København.

### Teatret
Bodil Udsen var også kendt for sine mange roller i teater og revy. Blandt hendes seriøse roller huskes Winnie i Samuel Becketts Glade Dage på Fiolteatret, titelrollen i Medea og Alice i Strindbergs Dødedansen. Hendes største teaterpræstation var nok i monologen Gertrude Stein, opført på Aalborg Teater i 1981 og senere på Betty Nansen Teatret. Her spillede hun en jødisk-amerikansk forfatter i Paris, der kæmpede imod alle odds.
Bodil Udsen må betragtes som en af de største kvindelige personligheder inden for 1900-tallets danske teater og film.

## Film og serier med Bodil Udsen
- Blændværk (1955)
- Mig og min familie (1957)
- Styrmand Karlsen (1958)
- Eventyrrejsen (1960)
- Kvindelist og kærlighed (1960)
- Poeten og Lillemor og Lotte (1960)
- Eventyr på Mallorca (1961)
- Flemming på kostskole (1961)
- Poeten og Lillemor i forårshumør (1961)
- Støv på hjernen (1961)
- Det støver stadig (1962)
- Der brænder en ild (1962)
- Vi har det jo dejligt (1963)
- Frøken April (1963)
- Støv for alle pengene (1963)
- Don Olsen kommer til byen (1964)
- Selvmordsskolen (1964)
- Mor bag rattet (1965)
- Tre små piger (1966)
- Nyhavns glade gutter (1967)
- Far laver sovsen (1967)
- Jeg elsker blåt (1968)
- Damernes ven (1969)
- Sjov i gaden (1969)
- Svend, Knud og Valdemar (1970)
- Huset på Christianshavn (1970-1977)
- Revolutionen i vandkanten (1971)
- Ballade på Christianshavn (1971)
- Mor, jeg har patienter (1972)
- Lenin, din gavtyv (1972)
- Livsens Ondskab (1972)
- Manden på Svanegården (1972)
- Aladdin eller den forunderlige lampe (1975)
- Den korte sommer (1976)
- Slægten (1978)
- Matador (1978-1981)
- Historien om en moder (1979)
- Min farmors hus (1984)
- Samson og Sally (1984)
- Peter von Scholten (1987)
- Baby Doll (1988)
- Gøngehøvdingen (1992)
- Det bli'r i familien (1993)
- Aberne og det hemmelige våben (1995)
- Bryggeren (1996-1997)
- Barbara (1997)
- Send mere slik (2001)
- Monas Verden (2001)
- Trækfugle (2001)
- Jeg er Dina (2002)
- Nissernes Ø (2003)
- Den du frygter (2008)

## Hædersbevisninger
- 1970 – Henkel-prisen
- 1973 – Tagea Brandts Rejselegat
- 1975 – Ridder af Dannebrog
- 1985 – Robert
- 1995 – Ridder af Dannebrog af 1. grad
- 1995 - Rødekro Kulturpris
- 1997 – Bodil Udsens Plads, Uofficielt æreskunstnervejnavn i Østermarie
- 2003 – Kommandør af Dannebrogordenen